# Ignacy Feliks Dobrzyński

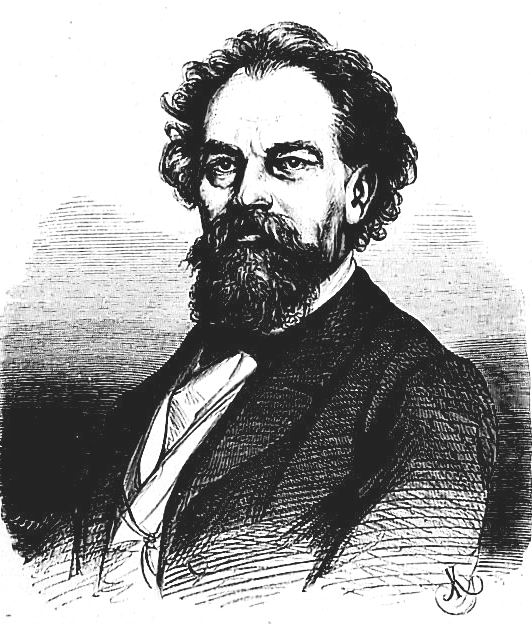
Ignacy Feliks Dobrzyński
Juliusz Kossak portréja

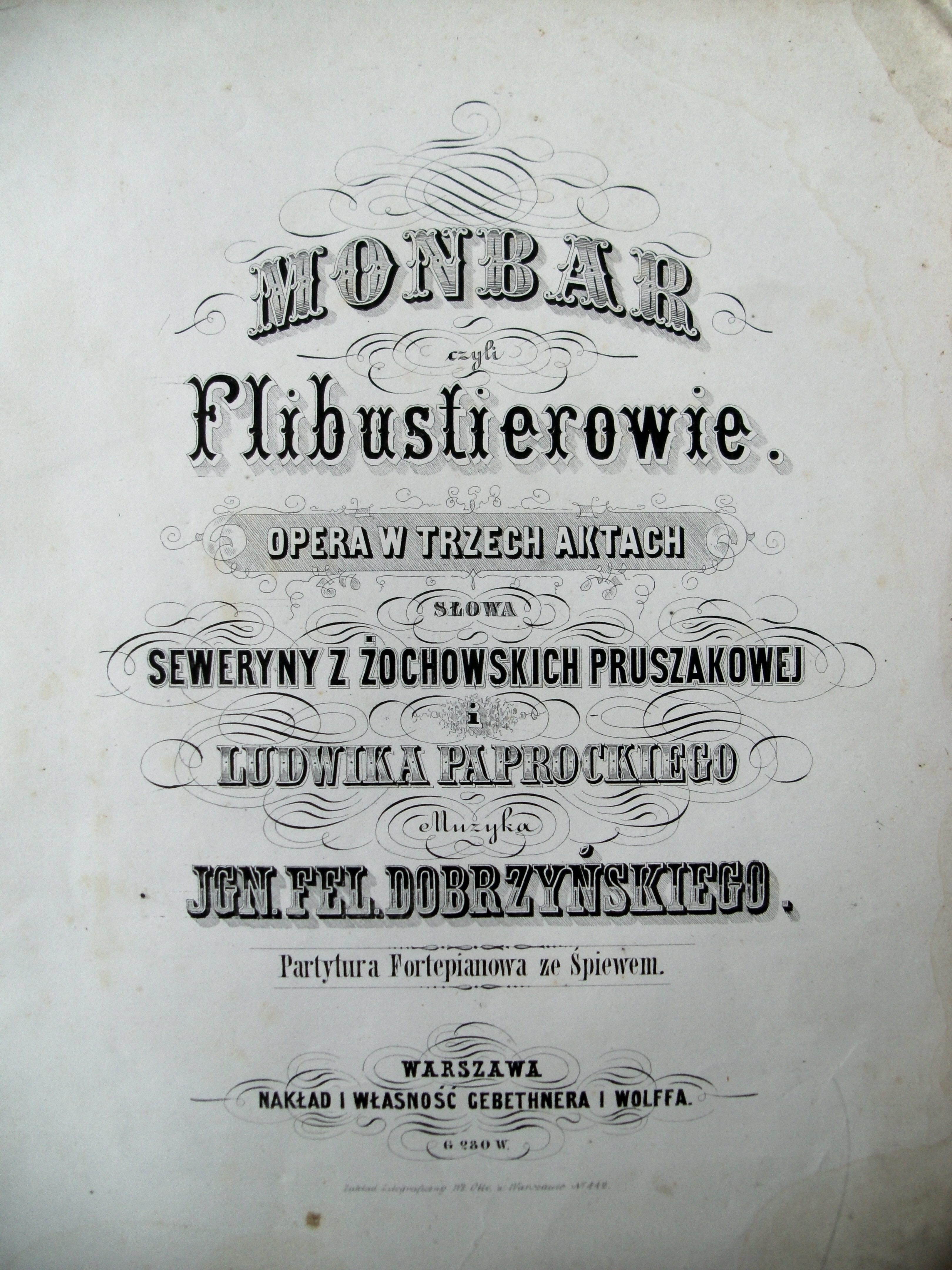
A Monbar, avagy a kalózok című opera 1863-as kiadásának borítója

Ignacy Feliks Dobrzyński (IPA: iɡnaːsɪ fɛliks dobʒiɲskɪ, 1807. február 15., Romanów, Lengyelország –  1867. október 9., Varsó, Kongresszusi Lengyelország) lengyel romantikus zeneszerző, zongoraművész, karmester, pedagógus.

## Élete
Ignacy Feliks Dobrzyński 1807. február 15-én született az akkor Lengyelországhoz tartozó Volhíniában (lengyelül: Wołyń) fekvő Romanówban (ma: Romanyiv, Zsitomiri terület, Ukrajna). Édesapja, Ignacy Dobrzyński (1779-1841), hegedűművész, zeneszerző és karmester volt és udvari zenész gróf Józef August Iliński szolgálatában. Édesanyja, Eudoksja z Karelinów (sz. 1859), a szentpétervári cári fúvószenekar karnagyának volt a lánya. Iskolai tanulmányait a romanówi Jezsuita Kollégiumban, majd 1817 és 1821 között a vinnicjai Podóliai Gimnáziumban (Gimnazjum Podolskie) végezte. Édesapjától kezdett el zenét tanulni. Már igen fiatalon tehetségesnek bizonyult, 1816-ban (mindössze kilenc esztendősen) már Jan Ladislav Dusík zongoraversenyét játszotta. 1825-ben kezdett el Józef Elsnertől tanulni, eleinte magántanítványként, majd 1826-tól a Varsói Konzervatóriumban, ahol Fryderyk Franciszek Chopin osztálytársa lett.
1827. szeptember 29-én mutatták be először művét a nagyközönségnek. Az előadáson Karol Kurpiński vezényelte a Koncert nyitányt (Op. 1.).
1835-ben Bécsben egy zeneszerző versenyen, melyet a Zenebarátok Társasága (Gesellschaft der Musikfreunde) írt ki, második díjat nyert a 2. C-moll szimfóniájával (Op. 15.), az első díjat Franz Lachner 5. C-moll „Passionata” szimfóniája (Op. 52.) nyerte. A mű „jellegzetes lengyel zenei szellemben” íródott. 1839-ben Lipcsében a szimfónia ottani bemutatóját Felix Mendelssohn Bartholdy vezényelte.
1834-től a Varsói Kereskedő Társaság (Warszawska Resursa Kupiecka) tagja, a zenei élet szervezője, egyben a zenekar és a kórus vezetője volt. 1841 és 1843 között a Alexandriai Leánynevelő Intézetben (Instytucie Aleksandryjskim Wychowania Panien) tanított.
1845-től több alkalommal járt Németországban (Berlinben, Lipcsében, Drezdában, Münchenben, Bonnban és Frankfurtban) és Ausztriában, ahol több koncertet és operát vezényelt. Ebben az évben jelent meg a Sennewald cég kiadásában Zongoraiskola (Szkoła na fortepian) című műve. 1847. szeptemberéig nem is térhetett vissza Lengyelországba hazafias művei (például az Adam Mickiewicz versére írt Egy lengyel anyához (Do matki Polki) című mű) miatt, melyet az oroszok nem néztek jó szemmel.
1852-ben a Varsói Nagyszínház és Nemzeti Opera (Teatr Wielki i Opera Narodowa w Warszawie) igazgatója lett, de nem volt karizmatikus vezető és a pozícióval járó stresszt is rosszul viselte, ezért három évvel később leváltották.
1857-ben alapította az Ignacy Feliks Dobrzyński Lengyel Zenekart (Orkiestra Polska Ignacego Feliksa Dobrzyńskiego), mely a Varsói Nagyszínház és Nemzeti Opera legkiválóbb zenészeit tömörítette. A zenekar hetente adott koncertet a Marszałkowska utcában lévő Új Árkádiában.
Társalapítója volt a Varsói Zeneművészeti Intézetnek (Instytut Muzyki w Warszawie) és tagja volt a Lembergi Zenei Társaságnak (Towarzystwo Muzyczne w Lwówa).
Felesége, Joanna Müller, operaénekesnő, Carlo Evasio Soliva tanítványa volt.
1860-tól egészsége folyamatosan romlott, fokozatosan visszavonult a varsói zenei élettől, egyre inkább csak a komponálásnak élt. 1867. október 9-én hunyt el Varsóban, a Powązki temetőben nyugszik.

## Munkássága
Élete során több, mint 170 művet komponált. Korai műveire a későklasszicizmus és a romantika keveredése jellemző, később, főként az 1840-es évektől egyre inkább felerősödnek a romantikus stílusjegyek.
Egy háromfelvonásos operát írt (1836-1838), mely a Monbar, avagy a kalózok (Monbar czyli Flibustierowie) címet viseli (Op. 30.). A librettót Seweryna Duchińska z Żochowskich Pruszakowej és Luwdika Paprocki írta. Bár őmaga élete fő művének tekintette, sokkal jelentőbbek szimfóniái, zongoraversenye, kamarazenei és zongora művei.
Két szimfóniát (Op. 11. (1829) és Op. 15. (1831)) és egy versenyművet (Asz-dúr zongoraverseny (Op. 2., 1824 T-905.927.531-9)) szerzett.
Három színpadi kísérőzenét komponált. Az elsőt Adam Mickiewicz Konrad Wallenrod című művéhez írta (Op. 69.), melyet nem fejezett be. A másodikat Victor Hugo Les Burgraves (A várgrófok) című művéhez komponálta (Op. 70.). Az utolsó, szintén befejezetlen színpadi műve a Művészet és kereskedelem (Sztuka i handel, Op. sz. nélkül).
Kamarazenei művei közül kiemelkedik a három vonósnégyes (E-moll Op.7., D-moll Op. 8., E-dúr Op. 13.), a két vonóskvintett (F-dúr Op. 20., A-moll Op. 40.) és a vonósszextett (Esz-dúr Op. 39.).
Szólózongorára írt művei jellegzetes lengyel vonásokat tartalmaznak. Számos polonézt, mazurkát és noktürnt komponált zongorára.
Mindezek mellett dalokat, kantátákat írt.

### Publikációk
- Zongoraiskola (Szkoła na fortepian), Sennewald, 1845, Varsó

## Fordítás
- Ez a szócikk részben vagy egészben az Ignacy Feliks Dobrzyński című angol Wikipédia-szócikk ezen változatának fordításán alapul.  Az eredeti cikk szerkesztőit annak laptörténete sorolja fel. Ez a jelzés csupán a megfogalmazás eredetét és a szerzői jogokat jelzi, nem szolgál a cikkben szereplő információk forrásmegjelöléseként.
- Ez a szócikk részben vagy egészben az Ignacy Feliks Dobrzyński című lengyel Wikipédia-szócikk ezen változatának fordításán alapul.  Az eredeti cikk szerkesztőit annak laptörténete sorolja fel. Ez a jelzés csupán a megfogalmazás eredetét és a szerzői jogokat jelzi, nem szolgál a cikkben szereplő információk forrásmegjelöléseként.